# Breaking Ground
Breaking Ground – piąty album studyjny polskiej grupy muzycznej Delight. Wydawnictwo ukazało się 19 stycznia 2007 roku nakładem wytwórni muzycznej Roadrunner Records.
Część utworów na albumie pochodzi z płyty Od Nowa / Anew, a druga to premierowe kompozycje. Sesja zdjęcia promująca płytę odbyła się w Berlinie, we współpracy z fotografem Erikem Weissem, który współpracował z takimi grupami jak Muse, Coldplay, System of a Down. Nagrania promował teledysk do utworu „Divided”, który wyreżyserował Dariusz Szermanowicz.

## Lista utworów
Opracowano na podstawie materiału źródłowego. 
1. „Divided” (Baran, Maślanka) – 3:32
2. „Sleep With The Light On” (Baran, Wright) – 3:35
3. „In Too Deep” (Baran, Maślanka) – 3:16
4. „Reasons” (Baran, Maślanka) – 3:33
5. „Fire” (Baran, Maślanka) – 3:23
6. „Every Time” (Baran, Maślanka) – 3:35
7. „Emotune” (Baran, Maślanka) – 3:26
8. „More” (Baran, Maślanka) – 4:00
9. „Juliet” (Baran, Maślanka) – 3:35
10. „All Alone” (Baran, Maślanka) – 3:38
11. „Your Name” (Baran, Maślanka) – 4:21
12. „Bare Tree” (Baran, Maślanka) – 4:13

## Twórcy
Opracowano na podstawie materiału źródłowego.
- Paulina „Paula” Maślanka – wokal prowadzący
- Jarosław „Jaro” Baran – gitara rytmiczna, gitara prowadząca, gitara basowa, programowanie, fortepian
- Kuba Kubica - syntezatory (wymieniony na płycie, nie brał udziału w nagraniach)
- Ziemowit „Ziemo” Rybarkiewicz - perkusja (wymieniony na płycie, nie brał udziału w nagraniach)
- Ryan van Poederooyen – sesyjnie perkusja
- Rhys Fulber – produkcja muzyczna, instrumenty klawiszowe, programowanie
- Shaun Thingvold - inżynieria dźwięku
- Greg Reely - miksowanie
- Kai Blankenberg - mastering
- Meran Karanitant - oprawa graficzna
- Tomasz Dziubiński – A&R